# Tilarán
Tilarán – miasto w Kostaryce, w prowincji Guanacaste.

## Transport

### Drogi krajowe
Przez miejscowość Tilarán przebiegają następujące drogi krajowe:
- Droga krajowa nr 142
- Droga krajowa nr 145
- Droga krajowa nr 925
- Droga krajowa nr 926